# Pentheochaetes mysticus
Pentheochaetes mysticus là một loài bọ cánh cứng trong họ Cerambycidae.